# Határ út metróállomás
A Határ út a budapesti M3-as metróvonal egyik állomása a Kőbánya-Kispest és a Pöttyös utca között.
A megállót 1980. március 29-én adták át a M3-as metróvonal II/A szakaszával. Az állomást 2019. április 6-a és 2020. október 22-e között a vonal déli szakaszának rekonstrukciója miatt lezárták.

## Jellemzői
Az állomás kéregvezetésű, három vágánnyal rendelkezik, mindössze 4,86 méterrel található a felszín alatt. Eredetileg elágazó állomásnak épült. A szerelvények üzemszerűen a szélső vágányokra érkeznek. A középső és az üzemszerűen Újpest-központ irányúként használt vágány utolsó, körülbelül 40 métere íves. A középső jobbra ível, a másik balra.
A középső vágány tárolóhelyként szolgál, az Újpest-központ iránnyal van vágánykapcsolata. A középső és az Újpest-központ irányú vágányt azonos szigetperon szolgálja ki. A Kőbánya-Kispest irányú vágánynak külön peronja van. Az állomás Kőbánya-Kispest felőli oldalán kihúzóvágány is található, ahol a szerelvények irány tudnak váltani. Ez a kihúzó a Kőbánya-Kispesti irányú, valamint a középső vágánnyal van kapcsolatban, valamint Kőbánya-Kispest felől is be lehet járni erre a vágányra.
Az utasperonok a Határ úti csomópont alatti aluljáróhoz csatlakoznak. Az állomás fontos átszállóhely a Dél-Pest, Gyál, Pesterzsébet, illetve a Soroksár felé tartó utasoknak.

## Átszállási kapcsolatok
| Határ út | 66, 66B, 66E, 84E, 89E, 94E, 99, 123, 123A, 142E, 194, 194B, 294E 42, 50, 52 626, 628, 629, 660 1080, 1110 | Autóbusz-állomás, Shopmark bevásárlóközpont |

## Galéria

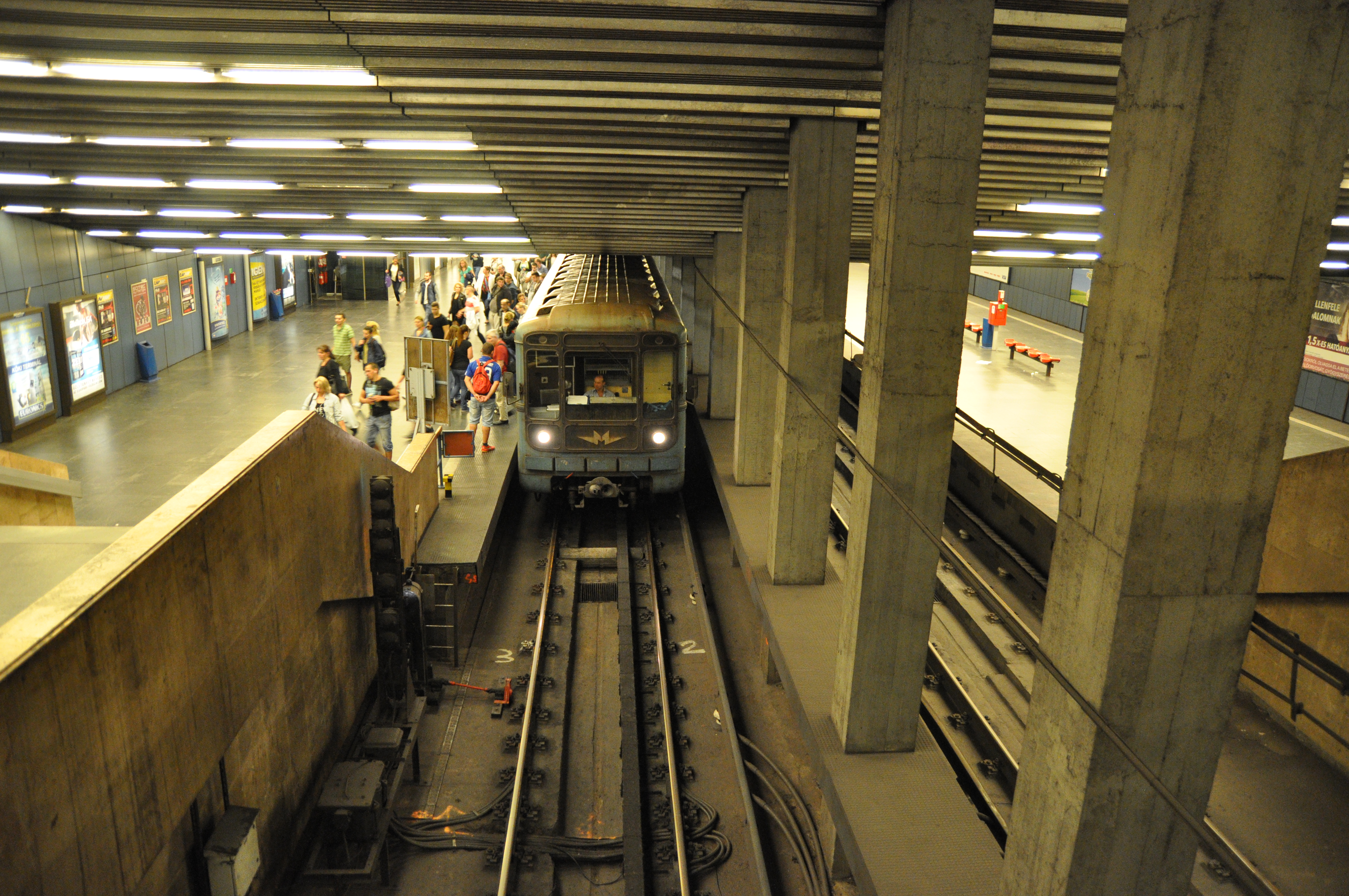
Metrószerelvény a Kispest irányú vágányon, 2016-ban
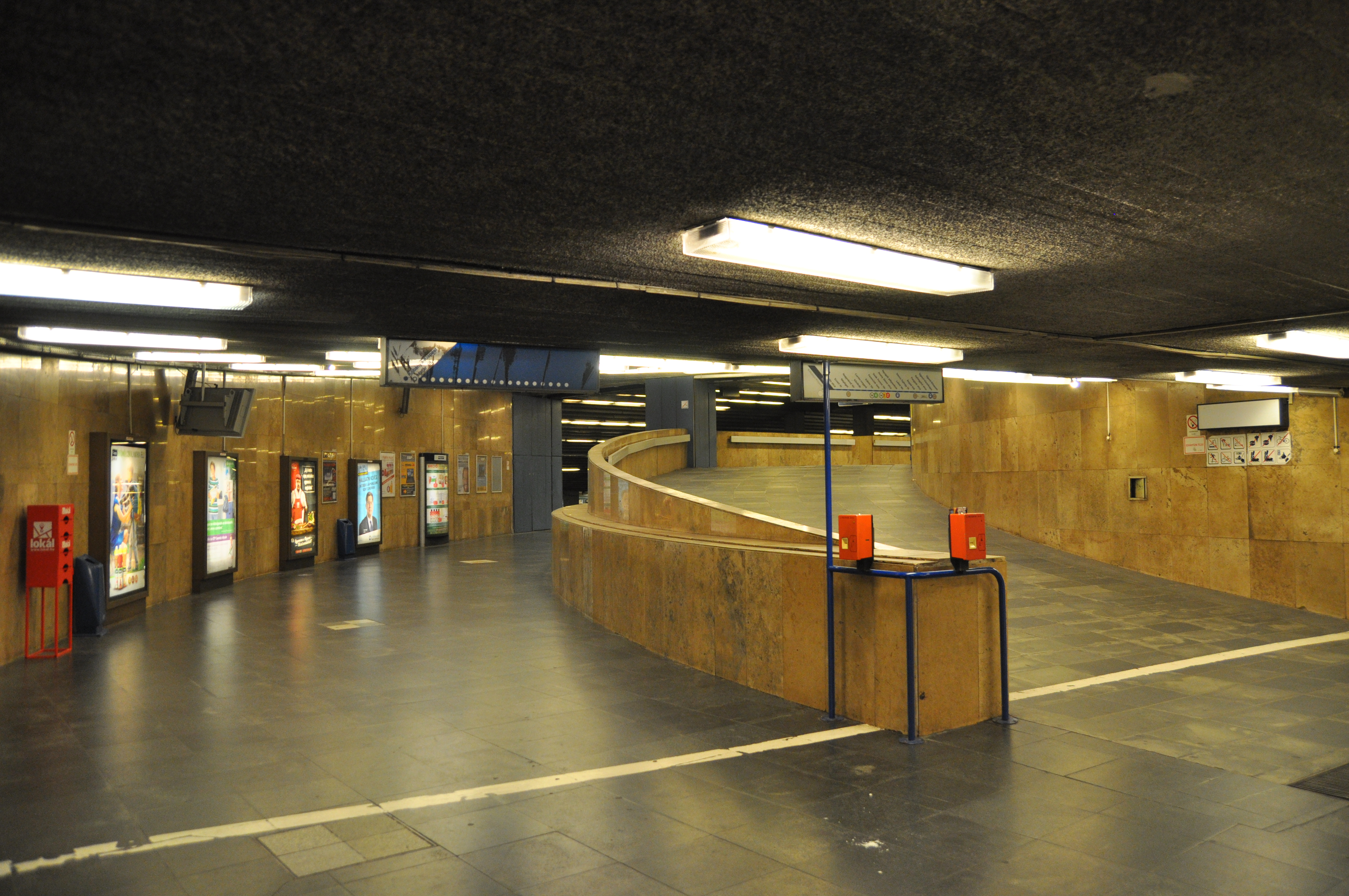
Az állomás bejárata a felújítás előtt
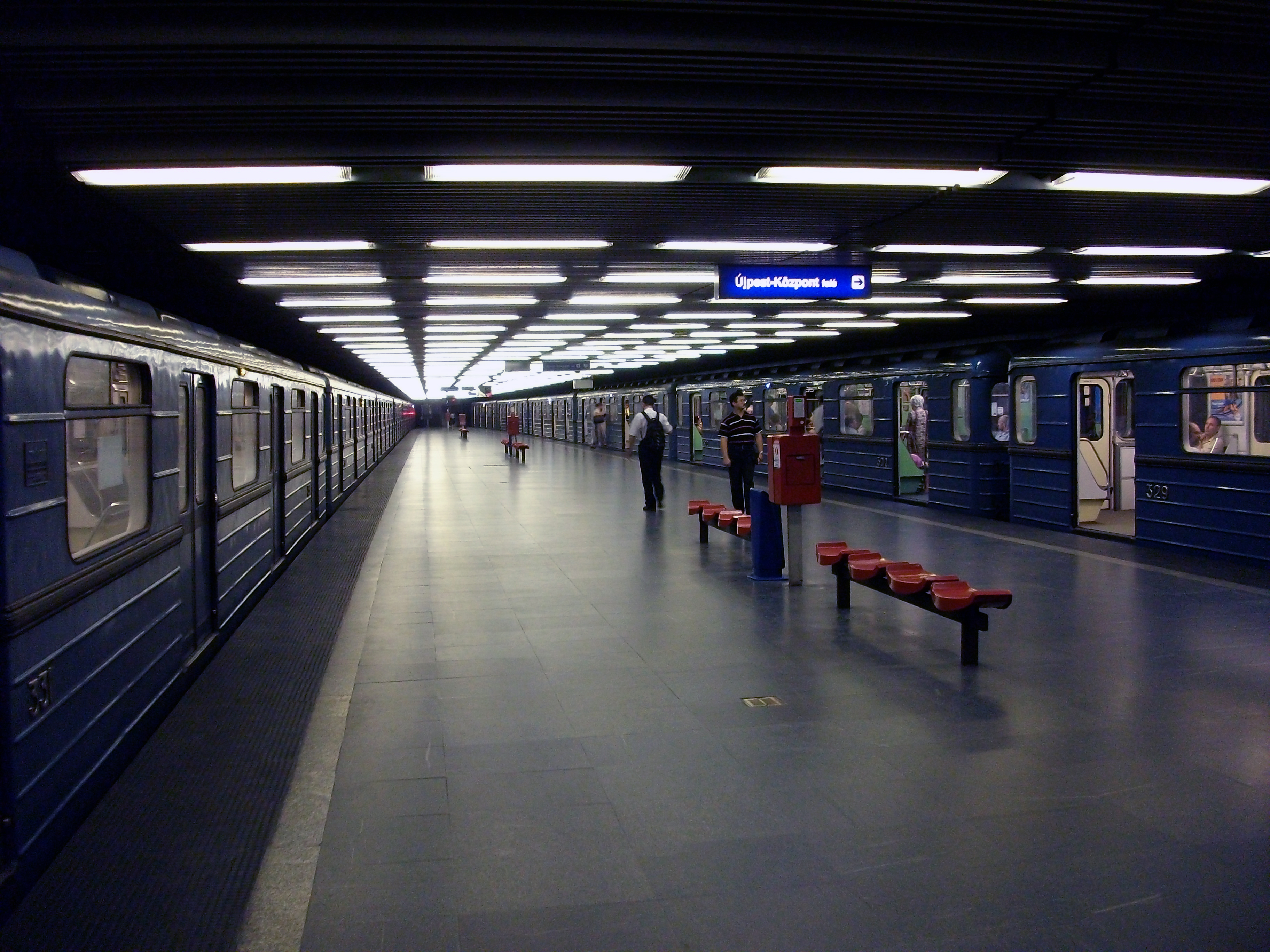
Metrószerelvények az Újpest irányú peronnál, 2009-ben
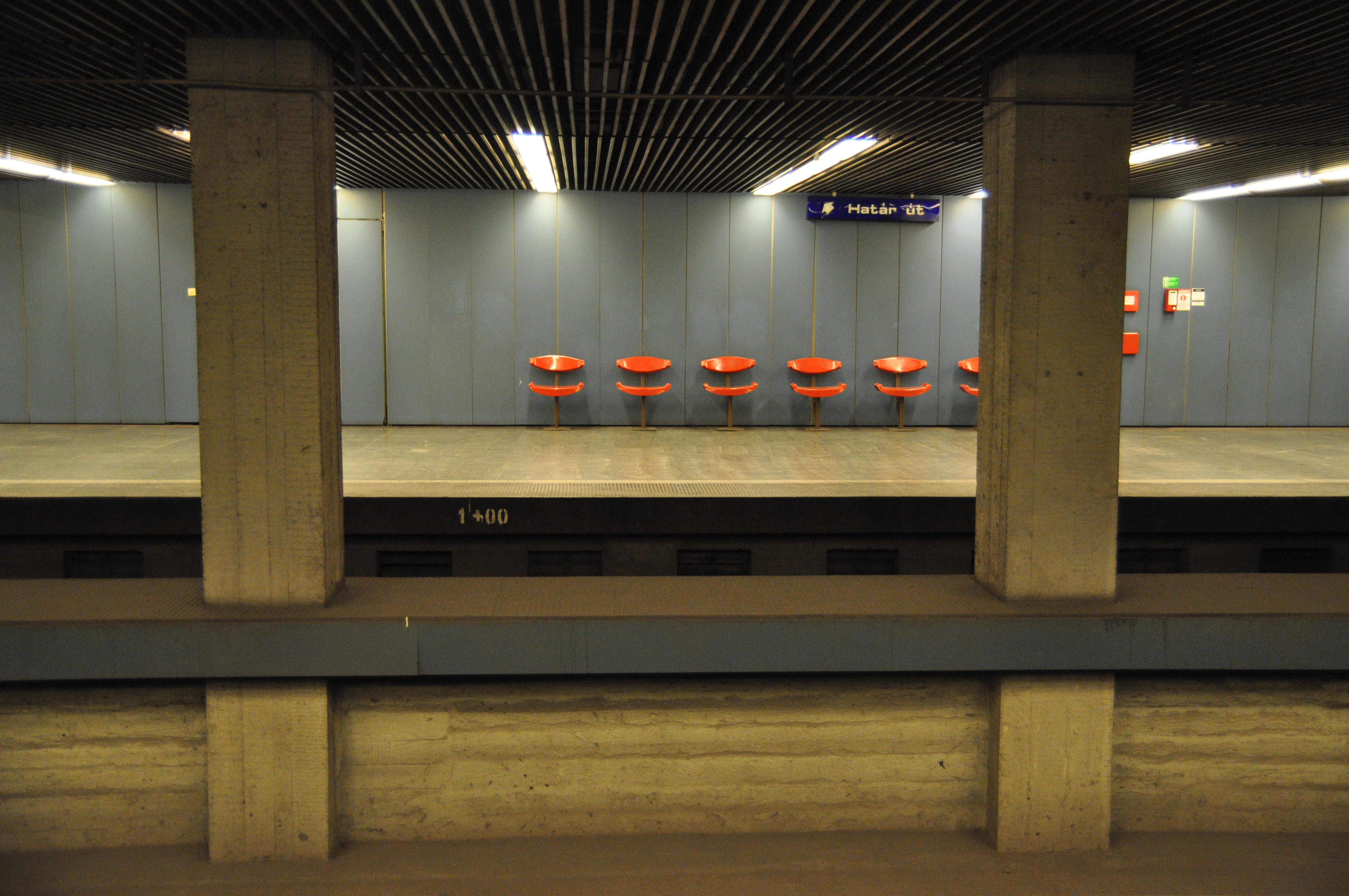
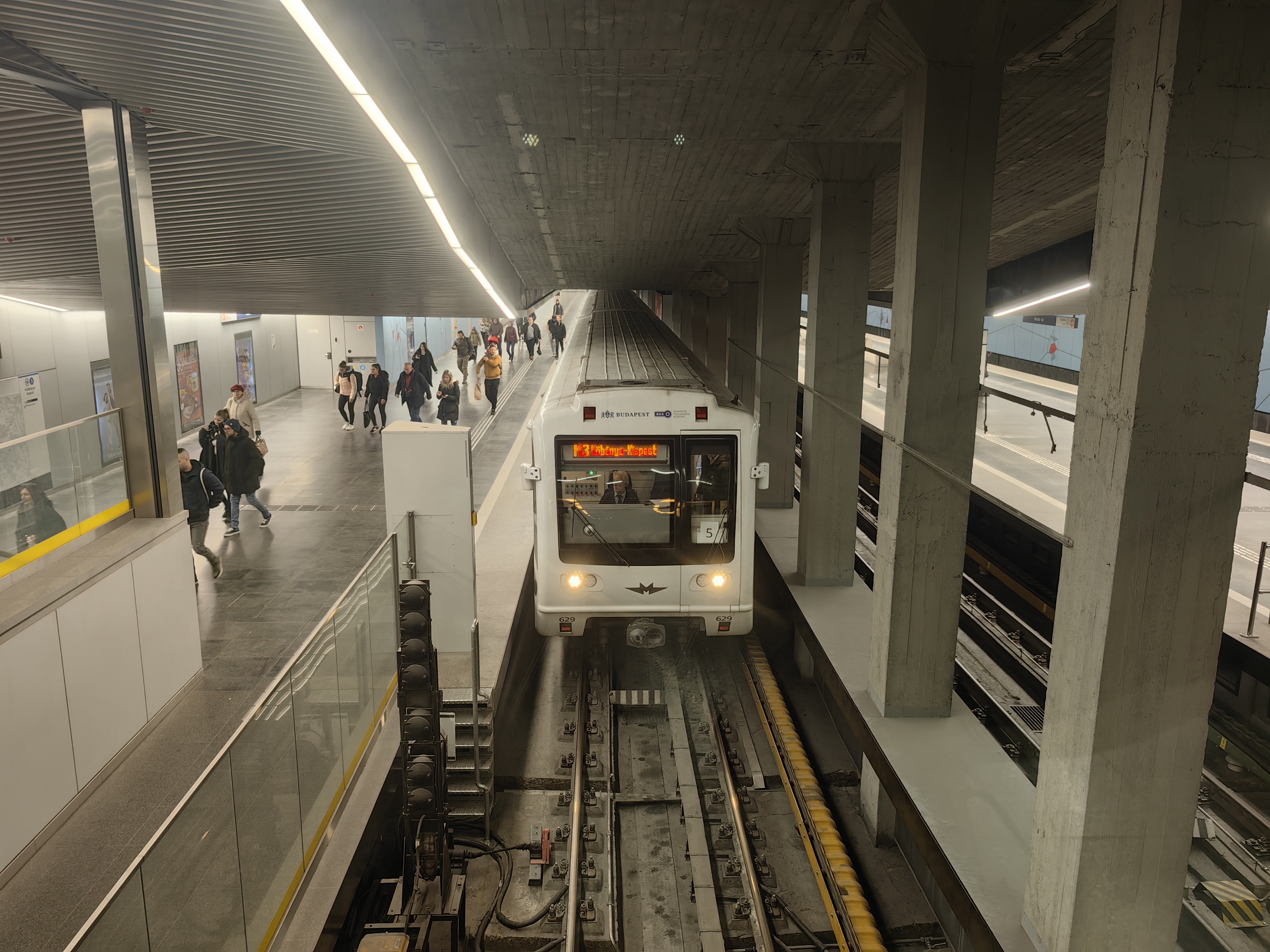
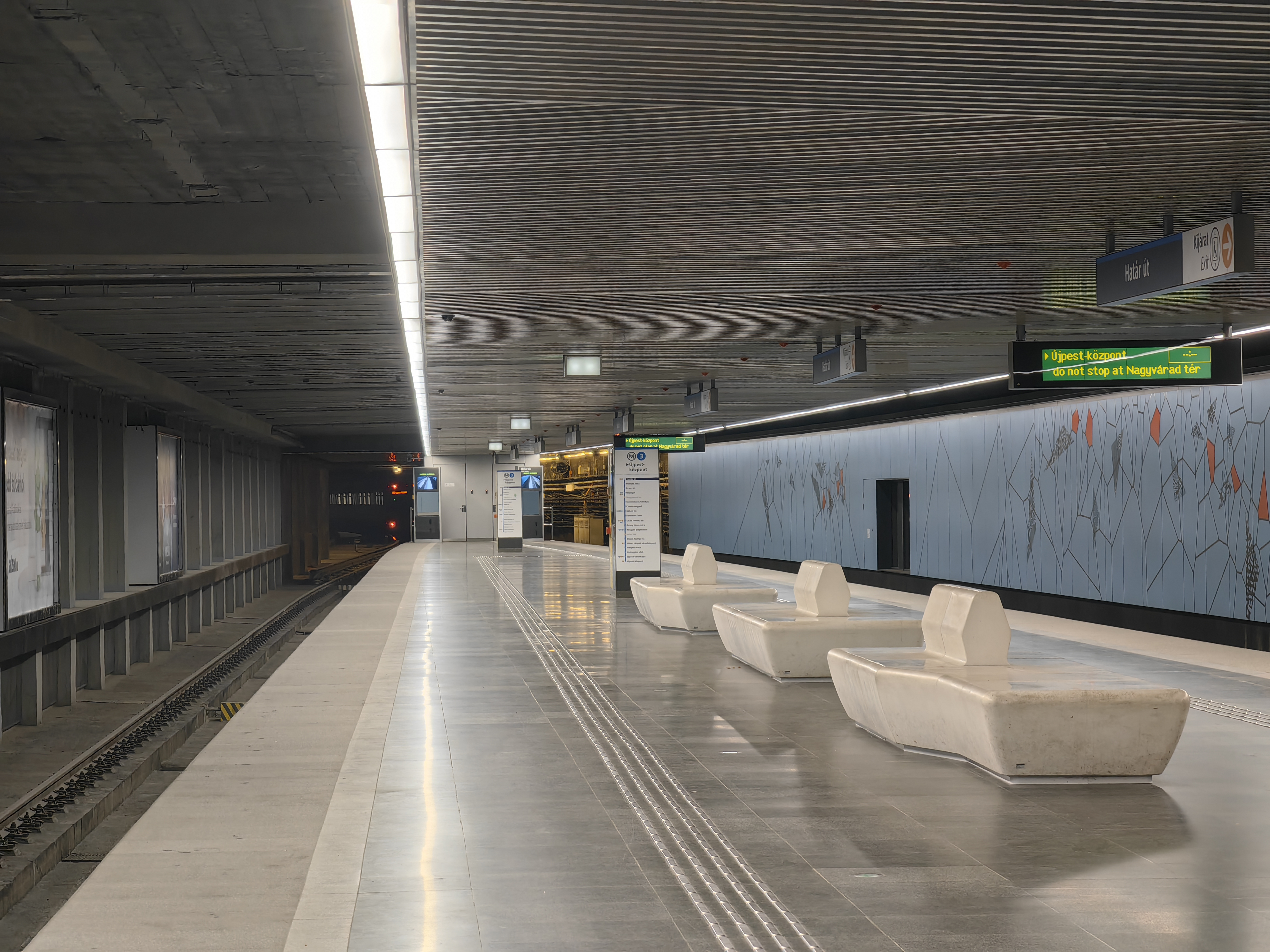
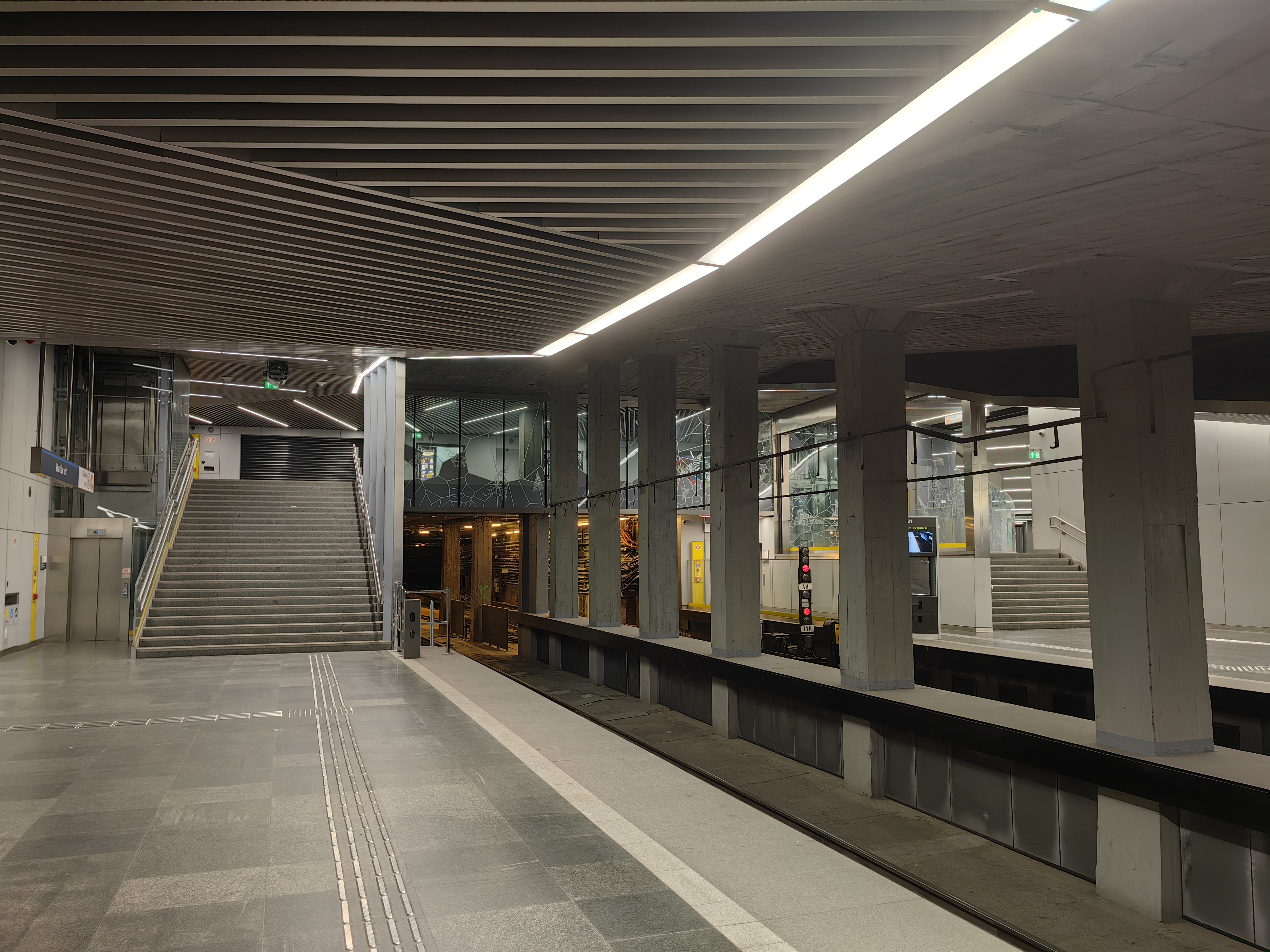